# 松浦友久
松浦友久（1935年—2002年9月26日），日本靜岡縣人，中國古典文學研究者。專攻漢文學、唐詩、李白研究、中日比較詩學。任職於早稻田大學。逝世後，他的著作集（共4卷）刊行。

## 著作
- 《李白 詩と心象》，現代教養文庫， 1970年
- 《李白研究：抒情の構造》東京：三省堂，1976年
- 《唐詩―心のリズム》，社会思想社，1984年
- 《中国詩歌原論: 比較詩学の主題に即して》, 大修館書店，1986年
- 《校注唐詩解釈辞典》, 大修館書店，1987年
- 松浦友久 (著), 植木久行 (著)《中国の都城 2》, 集英社，1987年
- 孙昌武、郑天刚译《中国诗歌原理》，沈阳：辽宁教育出版社，1990年
- 《リズムの美学: 日中詩歌論》，明治書院，1991年
- 鄭天剛、孫昌武譯《中國詩歌原理》，洪葉出版社，1993年
- 《李白伝記論: 客寓の詩想》，研文出版，1994年
- 《节奏的美学: 日中诗歌论》，辽宁大学出版社, 1995年
- 《万葉集という名の双関語: 日中詩学ノート》, 大修館書店，1995年
- 《詩語の諸相―唐詩ノート》，研文出版，1995年
- 《はじめて読む唐詩 (5)》，明治書院，1998年
- 《はじめて読む唐詩 (6)》，明治書院，1998年
- 《詩歌三国志》，新潮社，1998年
- 松浦友久 (編集), 植木久行 (著)《漢詩の事典》, 大修館書店，1999年
- 刘维治译《李白的客寓意识及其诗思：李白评传》，北京：中华书局，2001年
- 《続校注唐詩解釈辞典 (付)歴代詩》, 大修館書店，2001年
- 《漢詩: 美の在りか 》，岩波書店，2002年
- 《松浦友久著作選 1 中国詩文の言語学対句・声調・教学》，研文出版，2003年
- 《松浦友久著作選 3 日本上代漢詩文論考》，研文出版，2004年
- 《松浦友久著作選Ⅱ陶淵明.白居易論：抒情と說理》，研文社，2006年
- 《松浦友久著作選4中國古典詩學への道》，研文出版，2005年
- 刘维治译《李白诗歌抒情艺术研究》，上海：上海古籍出版社，2022年

## 作注
- 《中国詩選 3》 (現代教養文庫 720)， 社会思想社，1972年
- 《中国詩選(3) 唐詩》，教養文庫，1984年
- 《中国名詩集: 美の歳月》，朝日新聞出版，1992年
- 《李白詩選》 (岩波文庫 赤 5-1)，岩波書店，1997年
- 《杜牧詩選》, 岩波書店，2004年